# Hyoja-dong, Goyang
Hyoja-dong (koreanska: 효자동) är en stadsdel i staden Goyang i den nordvästra delen av Sydkorea. Den ligger i stadsdistriktet Deogyang-gu och gränsar i söder till huvudstaden Seoul.  Den består av de legala stadsdelarna Bukhan-dong, Hyoja-dong och Jichuk-dong. En del av Bukhansan nationalpark ligger i  Hyoja-dong.